# 앨런 잭슨
앨런 잭슨(Alan Jackson, 1958년 10월 17일 ~ )은 미국의 컨트리 가수이다.